# Бульвар Денисова-Уральского (Екатеринбург)
Бульвар Дени́сова-Уральского — улица в жилом районе «Юго-Западный» Ленинского административного района Екатеринбурга. Название бульвар получил в честь Алексея Кузьмича Денисова-Уральского (1863—1926) — известного русского художника, уроженца Екатеринбурга

## Расположение и благоустройство
Бульвар проходит с востока-юго-востока на запад-северо-запад по изогнутой трассировке. Начинается от перекрёстка с улицей Московской и завершается перекрёстком с улицей Амундсена, где далее переходит в улицу Академика Бардина. Пересечений с улицами не имеет.
Протяжённость бульвара Денисова-Уральского составляет около 1,0 км. Ширина проезжей части — около 7 м. На протяжении улицы имеется два светофора (на пересечениях с магистралями общегородского значения) и два нерегулируемых пешеходных перехода. С обеих сторон бульвар оборудован тротуарами и уличным освещением. Нумерация домов начинается от улицы Московской.

## История
Застройка на улице велась в первой половине 1980-х годов в рамках комплексного освоения территории бывшего Московского торфяника (3-я очередь строительства). Бульвар был застроен полностью к началу 1984 года многоэтажными панельными домами типовых серий (9-16 этажей).

## Инфраструктура
На бульваре расположены средняя общеобразовательная школа № 154 (дом № 3) и гимназия № 161 (дом № 9а).

## Транспорт
Автомобильное движение на всей протяжённости улицы двустороннее.

### Наземный общественный транспорт
Бульвар является внутрирайонной автомобильной магистралью. Движение общественного транспорта по нему не осуществляется.

### Ближайшие станции метро
Действующих станций метро поблизости нет. В отдалённой перспективе в 1,5 км к северо-западу от места окончания бульвара планируется строительство станции 3-й линии Екатеринбургского метрополитена  «Волгоградская».